# ブルーハイウェイライン
株式会社ブルーハイウェイライン（英：Blue Highway Line Co., Ltd.）は、かつて東京都港区に本社を置いていた海運企業。

## 概要
1960年代後半に東食とキユーピー系列の食品輸送（現・エスワイプロモーション）が検討したトラックドライバー不足対策を反映した長距離フェリー航路計画を発端として、航路計画の調査に携わった東京汽船・三井近海汽船との共同出資で1969年に「日本沿海フェリー株式会社」として設立され、その後の増資で大阪商船三井船舶グループが経営主体となり、苫小牧-東京航路の運営を担った。
その後1990年には「さんふらわあ」ブランドで長距離フェリー事業を経営していた日本高速フェリーの航路権を取得し、同年11月にCIを導入し「株式会社ブルーハイウェイライン」に社名変更。社名の「沿海」を「遠海」「沿岸」と間違われていた事もあり1989年の設立20周年を機に改称の検討に入り、21世紀に向けて陸海空を組み合わせた総合物流企業のイメージや若者に海への憧れや明るいイメージを抱かせることを念頭に大阪商船三井船舶グループが当時打ち出していた多角経営計画に合わせた形で「フェリー」を外したネーミングとし、名称の「ブルー」は海・「ハイウェイ」は陸で明るく軽快な旅客輸送と海陸一貫の貨物輸送、二つを組み合わせた「ブルーハイウェイ」は海のバイパスと長距離フェリー・「ライン」は定期輸送を表し、そして3本の青い線によるシンボルマークは信頼・安全・確実を表した。またイメージアップを目的に保有船舶を「さんふらわあ」の冠を付けた名称に統一した。
しかし景気低迷や競合航路との競争による運賃低下や燃料費高騰で経営が悪化、商船三井グループの経営改善計画「MORE21」に合わせフェリー事業整理の一環として1997年から1998年にかけ貨物航路の整理を行い、2000年には大阪-志布志航路を「ブルーハイウェイ西日本」に分割、その後東京-那智勝浦ｰ高知航路の不振が主要因として47億円の累積損失を抱え30億円の債務超過が見込まれることから2001年2月には清算の方針を決定、同年に大洗-苫小牧フェリー航路と貨物航路を「商船三井フェリー」に分社化。その後は廃止の方針が示されていた東京-那智勝浦-高知航路を2001年10月1日まで運航した後、同年解散となった。
解散後は陸上輸送を手掛ける子会社「ブルーハイウェイエクスプレス北海道」（現存せず）や「ブルーハイウェイエクスプレス九州」（現・さんふらわあエクスプレス）にて同社の三本線のシンボルマークが継続利用され、ブルーハイウェイラインへの変更後の新造船に用いられた青線入りのさんふらわあ塗装は、後身のフェリーさんふらわあでは2代目「さんふらわあ さつま」型の引退まで、商船三井フェリーでは設立後に導入した「ばるな」をリニューアルした2代目「さんふらわあ さっぽろ」から新造船の2代目「さんふらわあ ふらの」型にて使用された。また、2023年には商船三井フェリーがブルーハイウェイライン西日本の後身となるフェリーさんふらわあを合併し「商船三井さんふらわあ」としてブルーハイウェイライン同様に再度商船三井グループ内でのフェリー事業会社を統合している。

## 沿革
- 1965年（昭和40年） - 東食と食品輸送が東京 - 神戸間のカーフェリー事業計画を立案。その後食品輸送が東京湾フェリーに東京 - 神戸航路、東食が三井近海汽船に第2段階の東京 - 北海道航路計画を打診[3]。
- 1968年（昭和43年） - 食品輸送、東京湾フェリーが東京 - 神戸フェリー航路の基礎調査を実施[16]。
- 1969年（昭和44年）
  - 1月 - 東京 - 神戸航路の免許を申請[17]。なお同航路はセントラルフェリーに免許が与えられた。
  - 4月11日 - 東京 - 苫小牧航路の免許を申請[18]。
  - 8月18日 - 東食・食品輸送・三井近海汽船（現・商船三井ドライバルク）・東京汽船の四社出資により日本沿海フェリー株式会社（英：Japan Coastal Ferry Co.,Ltd[19]）を設立、資本金1億円[20][21]。
- 1970年（昭和45年）2月6日 - 東京 - 苫小牧航路の一般旅客定期航路事業免許を取得[22]。
- 1971年（昭和46年）9月 - 第2次増資（16億円）にて大阪商船三井船舶・商船三井客船・商船三井近海が出資比率各10%を受け持ち商船三井グループが経営主体となる[4]。
- 1972年（昭和47年）4月27日 - 東京 - 苫小牧航路の運航開始[23]、当初週2便の運航とした[24]。
- 1973年（昭和48年）4月9日 - 東京 - 苫小牧航路のデイリーサービスを開始[25]。
- 1974年（昭和49年）3月22日 - 大洗 - 苫小牧航路の免許を申請[25]。
- 1975年（昭和50年）
  - 2月20-23日 - 「しれとこ丸」が通信途絶し、一時行方不明となる[26]。
  - 5月23日 - しれとこ丸通信連絡不通事件を受け、保有フェリーの航行区域資格を沿海から近海に変更[27]。
  - 3月24日 - 川崎近海汽船と共同の東京 - 苫小牧航路貨物フェリー事業認可を取得、運賃料金のプール制や2社自前の2隻と共有1隻での3隻による運航が条件とされた[28]。
  - 5月27日 - 川崎近海汽船と東京 - 苫小牧航路貨物フェリーの共同運航協定を締結[27]。
  - 7月1日 - 川崎近海汽船と共同で「貨物フェリー共同営業センター」（英：Cargo Ferry Center 通称：CFC[28]）を設置[27]。
  - 10月1日 - 東京 - 苫小牧航路貨物フェリーサービスを開始[27]。
- 1976年（昭和51年）8月14日 - 近海郵船と回数券契約を締結、東京-苫小牧航路と近海郵船東京-釧路航路片道ずつ利用の回遊往復割引を設定[29]。「ラウンドフェリーサービス」として展開した[30]。
- 1977年（昭和52年）9月24日 - 「えりも丸」が岩手県綾里崎沖で漁船第七正寿丸と衝突、第七正寿丸の乗組員5名が行方不明となる[31]。
- 1984年（昭和59年）6月22日 - 大洗 - 苫小牧間一般旅客定期航路事業の免許取得[32]。
- 1985年（昭和60年）3月16日 - 大洗 - 苫小牧航路の運航開始[33][34]、大洗発便から就航し当初週3便とした[35]。
- 1987年（昭和62年）6月 - 新造船「おおあらい丸」就航に伴い新船体塗装デザインの使用を開始。
- 1989年（平成元年）10月12日 - 日本高速フェリーの東京 - 那智勝浦（宇久井港） - 高知航路の営業譲渡に合意[36]。
- 1990年（平成2年）
  - 1月1日 - 日本高速フェリーより東京 - 那智勝浦 - 高知航路を譲り受け運航開始[36]。
  - 8月31日 - 日本高速フェリーと大阪（南港） - 志布志 - 鹿児島航路の営業譲渡契約を締結[37][21]。
  - 10月19日 - 運輸省運輸審議会が日本高速フェリー大阪 - 志布志 - 鹿児島航路の営業譲受を認可[38]。
  - 11月1日
    - CIを導入し、株式会社ブルーハイウェイラインに社名変更[39]。
    - 日本高速フェリーより大阪 - 志布志 - 鹿児島航路を譲受け運航開始[6]。
- 1991年（平成3年）
  - 1月 - イメージアップのため、保有フェリー6隻の塗装デザインを同年9月にかけて「さんふらわあ」ブランドに統一[8]。船名も「さんふらわあ」と地名の組み合わせとし、ファンネルマークを再度大阪商船三井船舶のオレンジ一色に変更[40]。
  - 7月21日 - 「さんふらわあ えりも」が千葉県野島崎沖にて貨物船恵寿丸と衝突[41]。
  - 10月1日 - エム・オー・シーウェイズ（現・商船三井ドライバルク）より内航部門を譲受[42]。
  - 12月25日 - 大阪〜志布志〜鹿児島航路の志布志〜鹿児島間を廃止[43]。
- 1993年（平成5年）12月17日 - 「さんふらわあ みと」就航に伴い、大洗 - 苫小牧航路をデイリー運航化する[44][34]。
- 1994年（平成6年）3月 - 大三海運より内航部門の東京 - 博多航路、東京 - 中四国航路、自動車専用船部門を譲受[45]。
- 1996年（平成8年）4月 - クレジットカード会員サービス「さんふらわあClub Gyro（クラブジャイロ）」を開始[46]。
- 1997年（平成9年）
  - 9月3日 - 東京 - 苫小牧航路を大洗経由に変更し「新東京航路」とする[47][48]。
  - 12月 - 東京-中四国方面のRORO船事業から撤退[10]。
- 1998年（平成10年）4月 - 大阪-那覇間のコンテナ船航路から撤退[10]。
- 1999年（平成11年）
  - 4月6日 - 新東京航路東京 - 大洗間の旅客運送を休止。東京対北海道の旅客輸送を大洗に集約し、大洗 - 苫小牧航路に朝便を追加[49][50][34]。
  - 9月 - 東京 -　苫小牧貨物航路に高速RORO船「さんふらわあ とまこまい」を就航。所要時間を従来の約30時間から[51]、川崎近海汽船「ほっかいどう丸」との2隻による所要時間約21時間の体制に再編[52]。
- 2000年（平成12年）
  - 2月1日 - 分社化してブルーハイウェイライン西日本を設立[11][53]。
  - 4月1日 - ブルーハイウェイライン西日本が営業を開始し、大阪南〜志布志航路を同社に譲渡[11][53]。
  - 12月 - 東京 - 那智勝浦 - 高知航路の廃止方針を高知県に通達[54]。
- 2001年（平成13年）
  - 1月1日 - 長距離フェリーでは初の燃油価格変動調整金を導入[55]。
  - 1月9日 - 東京 - 那智勝浦 - 高知航路廃止を同年6月末まで延期する方針を公表[56]。
  - 2月26日 - 東京 - 那智勝浦 - 高知航路の6月末での廃止を表明[57]。会社解散・新会社への分離方針を決定[58][12]。
  - 3月12日 - 大洗〜苫小牧航路などを引き継ぐ新会社「商船三井フェリー」設立[59]。
  - 4月18日 - 高知県・和歌山県の支援策表明を受け、東京 - 那智勝浦 - 高知航路の廃止を9月末に延期[60]。
  - 7月1日 - 大洗〜苫小牧航路と貨物航路を商船三井フェリーに譲渡[61]。
  - 8月31日 - 9月末日をもっての東京 - 那智勝浦 - 高知航路の廃止を国土交通省に申請[62]。
  - 10月1日 - 東京 - 那智勝浦 - 高知航路廃止[14]。その後解散・清算[15]。
- 2002年（平成14年）4月 - 会社解散[63]。

## 航路

### フェリー航路
- 大洗港 - 苫小牧港（大洗航路[64] 1985年3月 - 2001年6月）
  - 航路距離758km、所要時間約20時間、日曜除く週6便運航[65]。
  - 商船三井フェリーに継承。
- 東京港 - 那智勝浦港 - 高知港（高知航路[64] 1990年 - 2001年9月）
  - 航路距離726km、所要時間東京-那智勝浦約12時間・那智勝浦-高知上り7時間10分/下り7時間45分、隔日運航[65]。
  - 日本高速フェリーから譲渡。
- 大阪南港 - 志布志港（大阪航路[64] 1990年11月 - 2000年3月）
  - 航路距離584km[65]、所要時間上り13時間55分・下り14時間40分、毎日運航[66]。
  - 日本高速フェリーから譲渡、休止中の志布志 - 鹿児島間の航路権も引き継いだが再開せず1991年12月に廃止[67]。その後2000年4月にブルーハイウェイライン西日本へ譲渡。
- 東京港 - 苫小牧港（1972年4月 - 1997年9月）
  - 航路距離1,045km、所要時間約30時間、週4便運航[68]。
- 東京港 - 大洗港 - 苫小牧港（1997年9月 - 1999年4月 新東京航路）
  - 航路距離1,045km、所要時間苫小牧-大洗約19時間・大洗-東京約9時間、週4便運航[65]。

### 貨物航路
- 東京港 - 苫小牧港[64]（1975年 - 2001年6月）
  - 所要時間高速RO-RO船約20時間、コンテナ船約36時間[66]。
  - 川崎近海汽船と共同で「貨物フェリー共同営業センター」（CFC）を運営し高速RO-RO船での貨物輸送を実施[66]。
- 東京港 - 宇野港 - 博多港[69]
  - 航路距離1,129km、所要時間東京-宇野21時間・宇野-博多14時間、週3便運航[66]。
- 東京港 - 大分港 - 博多港[69]
  - 航路距離1,110km、所要時間東京-大分上り28時間/下り26時間・大分-博多上り8時間/下り10時間、週3便運航[66]。

### 計画のみ
設立当初商船三井系列のフェリー4社で「オレンジファンネルライン」計画として当社を含む商船三井系列のフェリー4社で8航路の開設を計画し、そのうち以下の航路の開設を検討していた。
- 東京港 - 神戸港[17]
- 阪神 - 苫小牧港[72]
- 鹿島港 - 仙台港 - 苫小牧港[72][73]
- 東京港 - 鹿島港 -　苫小牧港[74]
- 北九州港 - 敦賀港 - 新潟港 - 苫小牧港[72]（または博多港 - 敦賀港 - 新潟港 - 苫小牧港[73]）

## 船舶
ファンネルマークは大阪商船三井船舶同様の橙一色。ただし1987年から1991年の日本沿海フェリー時代末期のみ社旗に準じた橙を基調に左上に白色のNと中段に白色で縁取られた青い波線の入ったカラーリングとしていた。 

### フェリー
日本沿海フェリー
- しれとこ丸

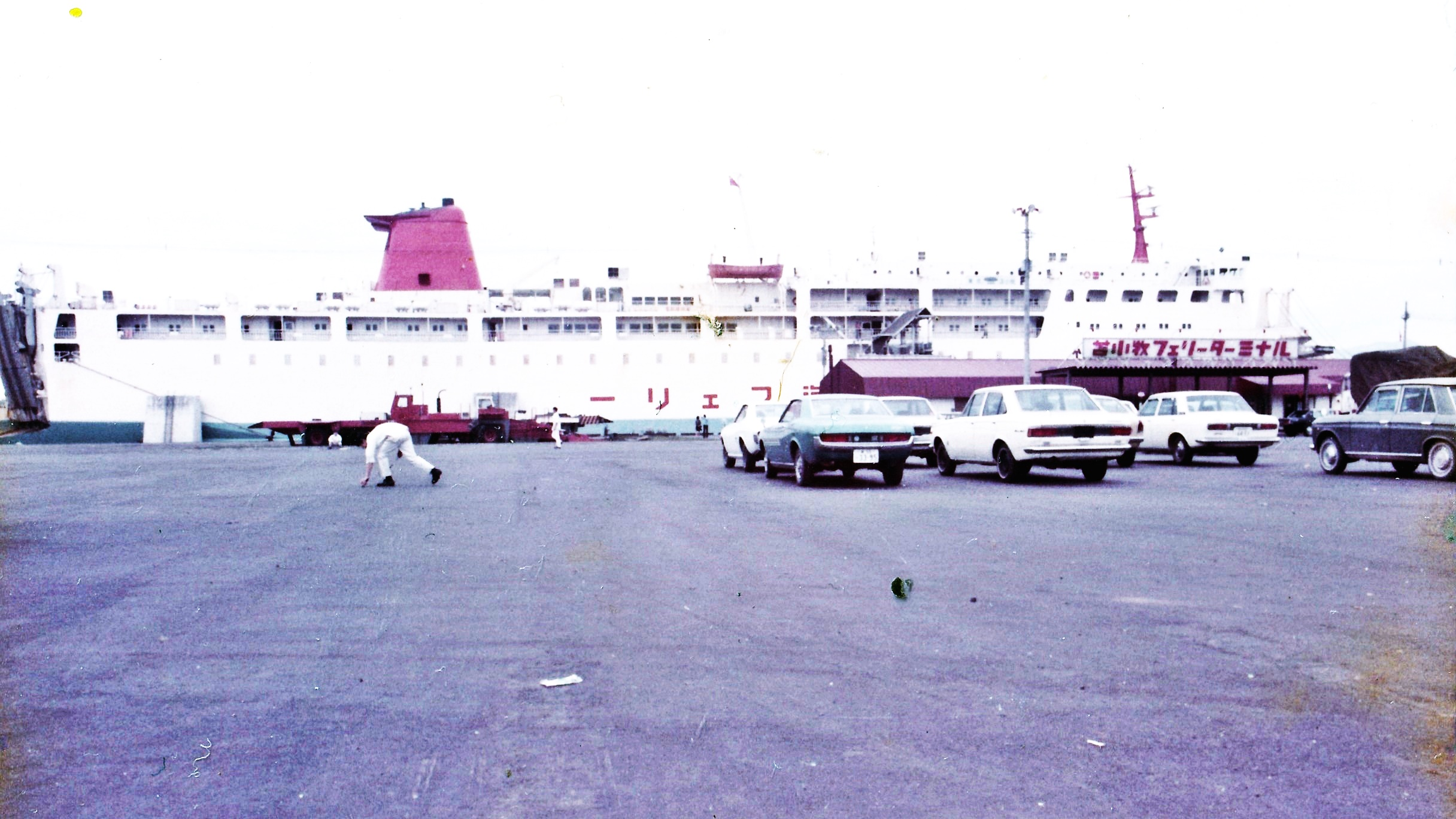
しれとこ丸型 - 苫小牧港（1973年6月撮影）

  - 1972年4月20日竣工[75]、同月27日就航[23]、1989年2月20日売船[75]。7,875総トン、全長153.6m。金指造船所建造。
  - 航海速力20.5ノット、車両積載数トラック114台・乗用車112台、旅客定員761名。
  - 東京 - 苫小牧航路第一船。
- えりも丸（初代）
  - 1972年7月31日竣工[75]、8月3日就航[76]、1987年10月31日売船[75]。7,858総トン、全長153.6m。金指造船所建造。
  - 航海速力20.5ノット、車両積載数トラック114台・乗用車112台、旅客定員761名。
- ぺがさす
  - 1973年竣工、同年4月9日から7月10日まで大洋フェリーから用船[25]。7,167総トン、全長140.9m。林兼造船下関工場建造。
  - 1973年7月の大阪 - 福岡・苅田航路営業開始まで使用。
- いせ丸
  - 1973年竣工、7月10日から翌年8月2日のさっぽろ丸就航までフジフェリーから用船[25]。7,050総トン、全長140.8m。林兼造船下関工場建造。
  - 1974年の東京 - 松阪航路営業開始まで使用。
- しま丸
  - 1973年竣工、えりも丸機関故障に伴い11月27日から翌年9月15日までフジフェリーから用船[25]。7,075総トン、全長140.8m。林兼造船下関工場建造。
  - 1974年の東京 - 松阪航路営業開始まで使用。
- さっぽろ丸→さんふらわあ さっぽろ（初代）
  - 1974年7月25日竣工[75]、8月2日就航[25]、1998年引退。11,067総トン、全長164.0m。林兼造船下関工場建造。
  - 航海速力20.0ノット、車両積載数8.5mトラック142台・乗用車55台、旅客定員640名。
  - 東京 - 苫小牧航路に就航。1985年に大洗 - 苫小牧航路に第一船として就航、1987年東京 - 苫小牧航路復帰、1991年「さんふらわあ さっぽろ」に船名変更。最晩年の1997年から1998年には大阪 - 志布志航路で運航。
- おおあらい丸→さんふらわあ おおあらい
  - 1987年6月8日竣工[75]、同月23日就航[77]、2002年引退。15,139総トン、全長178.0m、幅24.8m。林兼造船下関工場建造。
  - 航海速力22.5ノット、車両積載数8.5mトラック175台・乗用車105台、旅客定員656名。
  - 大洗 - 苫小牧航路に就航。1991年「さんふらわあ おおあらい」に船名変更。1998年から1999年には大阪 - 志布志航路で運航の後、商船三井フェリーに継承。
- えりも丸（2代目）→さんふらわあ えりも
  - 1989年3月13日竣工[75]、同月29日就航[78]、2002年引退。11,272総トン、全長178.0m、幅25.0m。石川島播磨重工東京工場建造。
  - 航海速力20.0ノット、車両積載数8.5mトラック175台・乗用車105台、旅客定員594名。
  - 東京 - 苫小牧航路に就航。1991年「さんふらわあ えりも」に船名変更。1997年には大阪 - 志布志航路、1999年には大洗 - 苫小牧航路で運航し商船三井フェリーに継承。
- さんふらわあ8→さんふらわあ とさ
  - 1973年6月22日竣工[75]。12,759総トン、全長185.0m、幅24.0m。来島どっく建造。
  - 1990年1月1日日本高速フェリーから譲受[75]、東京 - 那智勝浦 - 高知航路に就航。1991年「さんふらわあ とさ」に船名変更。1997年6月「さんふらわあ くろしお」就航に伴いフィリピンへ売却[79]。

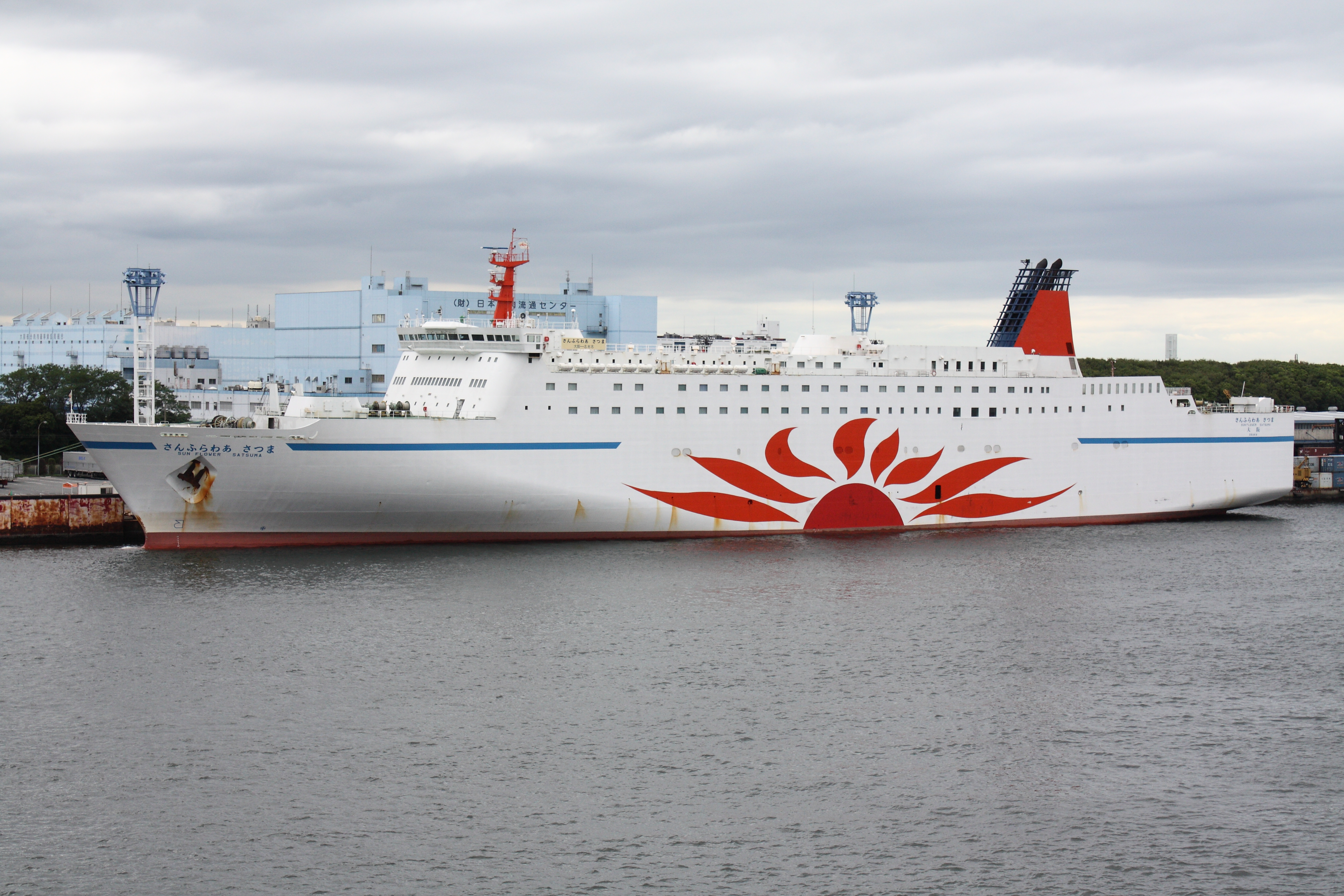
さんふらわあ さつま - 大阪港（2013年9月撮影）

ブルーハイウェイライン
- さんふらわあ5→さんふらわあ おおさか
  - 1973年3月2日竣工[75]。12,711総トン、全長185.0m、幅24.0m。来島どっく建造。
  - 最大速力25.5ノット、車両積載数トラック84台、乗用車81台、旅客定員1,079名。
  - 1990年11月1日日本高速フェリーから譲受[75]、大阪 - 志布志 - 鹿児島航路に就航。1991年「さんふらわあ おおさか」に船名変更。1993年8月30日「さんふらわあ きりしま」（初代）就航に伴い[75]、フィリピンへ売船[79]、2001年に火災事故を起こし解体。
- さんふらわあ11→さんふらわあ さつま（初代）
  - 1974年9月7日竣工[75]。13,599総トン、全長195.8m。来島どっく建造。
  - 最高速力26.9ノット、車両搭載数8トントラック84台、乗用車191台、旅客定員1,218名。
  - 1990年11月1日日本高速フェリーから譲受[75]、大阪 - 志布志 - 鹿児島航路に就航。1991年「さんふらわあ さつま」に船名変更。1993年4月2日「さんふらわあ さつま」（2代目）就航に伴いフィリピンへ売却[75]、1998年台風で沈没。
- さんふらわあ さつま (2代)
  - 1993年3月15日竣工[75]、同月24日就航[80]。12,415総トン、全長186m、幅25.5m。三菱重工業下関造船所建造。
  - 航海速力23.5ノット（最大25.5ノット）、旅客定員782名、車両積載数トラック175台・乗用車140台。
  - 大阪 - 志布志航路に就航、1997年から1999年には東京 - 苫小牧・東京 - 大洗 - 苫小牧航路で運航。ブルーハイウェイライン西日本に継承。
- さんふらわあ きりしま (初代)
  - 1993年8月19日竣工[75]、同月26日就航[80]。12,418総トン、全長186m、幅25.5m。三菱重工業下関造船所建造。
  - 航海速力23.5ノット（最大25.5ノット）、旅客定員782名、車両積載数トラック175台・乗用車140台。
  - 大阪 - 志布志航路に就航、1997年から1999年には東京 - 苫小牧・東京 - 大洗 - 苫小牧航路で運航。ブルーハイウェイライン西日本に継承。
- さんふらわあ みと
  - 1993年12月9日竣工[75]、同月17日就航[81]。11,782総トン、全長186.0m、幅25.5m。三菱重工業下関造船所建造。
  - 航海速力23.0ノット、車両積載数8.5mトラック175台・乗用車140台、旅客定員514名。
  - 大洗 - 苫小牧航路に就航。商船三井フェリーに継承。
- さんふらわあ くろしお
  - 1997年7月就航。9,723総トン、全長160m、幅25.0m。三菱重工業下関造船所建造。
  - 航海速力22.7ノット、車両積載数トラック150台・乗用車70台、旅客定員530名。
  - 東京 - 那智勝浦 - 高知航路に就航。2001年9月航路廃止で引退、2001年10月から12月までダイヤモンドフェリーにて「スターダイヤモンド」の機関故障に伴う代替船として神戸 - 別府航路に就航したのち韓国パンスターラインに売却され「PANSTER DREAM」として就航。
- さんふらわあ つくば
  - 1998年1月就航。12,325総トン、全長192.0m、幅27.0m。三菱重工業下関造船所建造。
  - 航海速力23.0ノット、車両積載数8.5mトラック216台・乗用車111台、旅客定員342名。
  - 大洗 - 苫小牧航路に就航、商船三井フェリーに継承。

#### RO-RO船
- とまこまい丸
  - 1975年竣工[82]、1999年引退。6,738総トン[82]、全長147.5m、林兼造船下関工場建造。
  - 航海速力19.5ノット、車両積載数トラック154台・乗用車40台[82]。
- とうきょう丸
  - 1976年竣工[82]、1999年引退。6,737総トン[82]、全長147.5m、林兼造船下関工場建造。
  - 航海速力19.5ノット、車両積載数トラック154台・乗用車40台[82]。川崎近海汽船と共有[82]。
- 第二有明丸
  - 1990年竣工、1994年大三海運からブルーハイウェイラインに転属。1997年に引退しプリンス海運に転属。
  - 2,938総トン。北日本造船建造。
  - 東京 - 岡山 - 広島 - 松山航路に就航。
- 第三有明丸
  - 1987年竣工、1994年大三海運からブルーハイウェイラインに転属。商船三井フェリーに継承。
  - 2,646総トン、航海速力18.5ノット。南日本造船建造。
  - 積載数シャーシ45台・12フィートコンテナ90個・商品乗用車120台。東京 - 宇野 - 博多航路に就航。
- 第八有明丸
  - 1991年竣工、1994年大三海運からブルーハイウェイラインに転属。
  - 2,722総トン、航海速力20.0ノット。北日本造船建造。
  - 積載数シャーシ45台・12フィートコンテナ90個・商品乗用車120台。商船三井フェリーに継承。東京 - 宇野 - 博多航路に就航。
- 春青丸
  - 1995年竣工。1997年中野海運からブルーハイウェイラインに転属。商船三井フェリーに継承。
  - 5,930総トン、航海速力20.0ノット。旭洋造船建造。
  - 積載数シャーシ76台・商品乗用車250台。東京 - 大分 - 博多航路に就航。商船三井フェリーに継承。
- 雄徳丸
  - 1995年竣工。1997年中野海運からブルーハイウェイラインに転属。
  - 5,929総トン、航海速力20.0ノット。旭洋造船建造。商船三井フェリーに継承。
  - 積載数シャーシ76台・商品乗用車250台。東京 - 大分 - 博多航路に就航。
- さんふらわあ とまこまい
  - 1999年8月就航。12,520総トン、全長199.0m、幅24.5m。三菱重工業下関造船所建造。
  - 航海速力30.0ノット、車両積載数8.5mトラック200台・乗用車80台。商船三井フェリーに継承。

#### その他貨物船
コンテナ船
- 大雪山丸
  - 1988年4月竣工。2,894総トン、9,900馬力、航海速力17.5ノット、積載量197TEU。春山海運所有[84]。東京 - 苫小牧航路に就航。

自動車専用船
四日市を起点に本田技研工業の商品乗用車を輸送。
- 第十五有明丸（699総トン、速力14ノット、積載量乗用車約300台）
- 第十八有明丸（3,471総トン、速力16ノット、積載量乗用車約450台）

一般貨物船
- 三高丸（1996年3月竣工、積載量1,500トン）
- 日誠丸（1995年12月竣工、積載量1,550トン）
- 第2紀芳丸（1994年2月竣工、積載量1,600トン）
- 第15鐡運丸（1994年2月竣工、積載量1,600トン）
- 新旭洋丸（1995年2月竣工、積載量700トン）
- あいりゅう（1995年4月竣工、積載量670トン）

## 登場作品
- 日本沿海フェリー時代
  - 1974年 東芝日曜劇場『りんりんと』
  - 1974年 TBS・円谷プロダクション制作の特撮テレビ番組『ウルトラマンレオ』第19・21話
  - 『がんばれ!!ロボコン』第88話 - フェリーターミナルや「さっぽろ丸」船内にて撮影が行われた。
  - 『俺たちの朝』第44話「北の町・大沼とすんませんと家族ごっこ」（1977年10月16日、日本テレビ / 東宝） - 東京港フェリー埠頭第2バースで「しれとこ丸」、開発埠頭フェリーターミナルで「さっぽろ丸」がロケで使用された。
  - 1982年・1984年 テレビ朝日系『西部警察』シリーズ
    - PART-II第26話「-北都の叫び- カムバック・サーモン」・第29話「燃える原野！オロフレ大戦争」北海道ロケにおいて、東京有明や苫小牧のフェリーターミナル、「さっぽろ丸」船内にて洋上結婚式などのシーンの撮影が行われ、同番組のロケ車両も輸送された。
    - PART-III最終話「大門死す!男達よ永遠に・・・」において「えりも丸」(初代)、「さっぽろ丸」が登場。

  - 1989年 テレビ朝日系『ゴリラ・警視庁捜査第8班』（第32話「洞爺湖の女」、第35話「美奈子、君の瞳に乾杯!」）北海道ロケにおいて、「東京―苫小牧航路」の船内やフェリーターミナルなどで撮影が行われ、同番組のロケ車両も輸送された。
- ブルーハイウェイライン時代
  - 1990年 テレビ朝日系『代表取締役刑事』（第12話「慕情」、第13話「哀愁」）の北海道ロケにおいて「東京―苫小牧航路」の船内やフェリーターミナルなどで撮影が行われ、同番組のロケ車両も輸送された。
  - 1997年 テレビ朝日系『電磁戦隊メガレンジャー』（第46話「阻むぞ!地獄への船出」）において、「東京―大洗―苫小牧航路」の「さんふらわあ さつま」(2代目）船内などで撮影が行われた。
    - 1999年 テレビ朝日系土曜ワイド劇場『高橋英樹の船長シリーズ』第11作「狙われた密会航路」において、「東京―那智勝浦―高知航路」の「さんふらわあ くろしお」船内やフェリーターミナルなどで撮影が行われた。
    - 2000年 テレビ朝日系『仮面ライダークウガ』（EPISODE 41「抑制」、EPISODE 42「戦場」）において、「大洗―苫小牧航路」の「さんふらわあ えりも」船内などで撮影が行われた。